# Ranolazine

Cấu trúc hoá học của Ranolazine

Ranolazine, được bán dưới tên thương hiệu Ranexa và các thương hiệu khác, là một loại thuốc dùng để điều trị đau ngực liên quan đến tim. Thông thường, nó được sử dụng cùng với các loại thuốc khác khi tác dụng không đủ. Lợi ích của thuốc nhỏ hơn ở phụ nữ so với nam giới. Nó được uống bằng miệng.
Các tác dụng phụ thường gặp bao gồm táo bón, đau đầu, buồn nôn và chóng mặt. Tác dụng phụ nghiêm trọng có thể bao gồm kéo dài QT. Sử dụng không được khuyến cáo ở những người bị xơ gan. Cách thức hoạt động của nó không rõ ràng nhưng có thể liên quan đến adenosine triphosphate.
Ranolazine được chấp thuận cho sử dụng y tế tại Hoa Kỳ vào năm 2006. Một tháng cung cấp ở Vương quốc Anh tiêu tốn của NHS khoảng 50 £ vào năm 2019. Tại Hoa Kỳ, chi phí bán buôn của số thuốc này là khoảng 343 USD. Trong năm 2016, đây là loại thuốc được kê đơn nhiều thứ 276 tại Hoa Kỳ, với hơn một triệu đơn thuốc.

## Sử dụng trong y tế
Ranolazine được sử dụng để điều trị đau thắt ngực mãn tính. Nó có thể được sử dụng đồng thời với thuốc chẹn beta, nitrat, thuốc chẹn kênh calci, liệu pháp kháng tiểu cầu, liệu pháp hạ lipid, thuốc ức chế men chuyển và thuốc ức chế thụ thể angiotensin.
Việc sử dụng nó không được khuyến nghị ở Scotland vào năm 2019.